# Phreatoicidea
A Phreatoicidea az ászkák egyik alrendje.
Főleg édesvízben élnek Ausztráliában, Dél-Afrikában, Indiában és Óceániában. Mivel a perm óta folyamatosan élő csoport, így megkapták az „élő fosszília” titulust.
6 családot tartalmaz:

- Amphisopidae Nicholls, 1943
- Hypsimetopidae Nicholls, 1943
- Hypsimetopus Sayce, 1902
- Nichollsia Chopra & Tiwari, 1950
- Phreatoicoides Sayce, 1900
- Pilbarophreatoicus Knott & Halse, 1999